# Werner Kolf
Werner Kolf (Amsterdam, 1982) is een Nederlands acteur.

## Levensloop
Tijdens zijn studies speelde Kolf bij het theatergezelschap Rotterdams Lef. In 2012 studeerde hij af aan de Toneelacademie Maastricht.
Na zijn studie waren er producties als Klein, een solovoorstelling naar eigen scenario, Aards Paradijs van Tennessee Williams tijdens het Zeeland Nazomerfestival 2015, As I left My Fathers House (New Dutch Connections), Buzz Aldrin, waar ben je gebleven (Toneelgroep Oostpool) en De Gouden Draak van het Nationale Toneel in regie van Casper Vandeputte. Andere theaterproducties waren Boter, Kaas en Eieren, De Jazzbarones, De Val, Toreadors, Gouda’s Glorie, Sunjata, Ramayana, De Brandgrens, De Kruik, Het Ophokuur, Kwaadbloed, Leve Ik en Vuur. In het voorjaar van 2016 was Werner Kolf in de musical Amandla Mandela te zien. Kolf maakt sinds 2016 deel uit van het acteursensemble van Het Nationale Toneel. Zo speelde hij in Race, de eerste voorstelling van Eric de Vroedt bij het Nationale Theater. In 2018 had hij er een hoofdrol in de productie Othello in regie van Daria Bukvić. In dit stuk van Shakespeare, waarin de rol van Othello niet wordt gespeeld door een geschminkte blanke acteur zoals veelal gebeurde, maar door de zwarte acteur Kolf, wil Bukvić benadrukken hoe een blanke samenleving omgaat met een succesvolle zwarte man. De productie werd in het seizoen 2019-2020 hernomen.
Werner Kolf acteerde in films als Alleen maar nette mensen, Wolf en Patser. In 2014 speelde hij in het eerste seizoen van Nieuwe buren. In 2015 en 2017 vertolkte hij een rol in de twee seizoenen van Vechtershart. In de zomer van 2017 had hij opnames voor een rol in het tweede seizoen van Voetbalvrouwen. In 2020 had hij de hoofdrol in de televisieserie Commando's.

## Filmografie

### Langspeelfilms
- 2012: Alleen maar nette mensen als Clyde
- 2013: Wolf als Sergio
- 2018: Patser als Orlando Marie
- 2025: Bad Boa's als Jack

### Stemacteur
- 2017: Ferdinand als Bones in de Nederlandse nasynchronisatie
- 2018: Incredibles 2 als overige stemmen in de Nederlandse nasynchronisatie
- 2021: Don't Look Up als Jack Bremmer in de Nederlandse nasynchronisatie
- 2023: Spider-Man: Across the Spider-Verse als Aaron Davis / Prowler in de Nederlandse nasynchronisatie

### Televisieseries
- 2014: Nieuwe buren als rechercheur Mick
- 2015-2017: Vechtershart als Jerry Valentijn
- 2017: Weemoedt als Ronnie Macintosh
- 2018: Voetbalvrouwen als Wesley van Duin
- 2020: Commando's als John de Koning
- 2021: Swanenburg als Didi Dominic Derby

### Televisiefilms
- 2012: Oom Henk als straatjongen